# Pasta e ceci
Pasta e ceci è un primo piatto diffuso nell'Italia centro-meridionale.
È un piatto povero, ma molto nutriente, perché i ceci - come tutti i legumi - contengono una notevole quantità di proteine; associando queste proteine a quelle della pasta se ne può ottimizzare la qualità.

## Versioni
Molto diffuso in tutta la Basilicata, è noto in regione come piatto del brigante, poiché si narra che fosse una leccornìa per i briganti lucani dell'Ottocento. In Campania è molto comune nel sud della provincia di Salerno ed in particolare nel Cilento. In entrambe le regioni viene spesso preparato con le lagàne, antico formato di pasta simile a delle tagliatelle più corte e larghe, citato nelle opere di Orazio, da cui prende il nome usuale di Lagàne e ceci.
La versione romana prevede l'aggiunta delle acciughe.
In Puglia, dov'è conosciuta come ciceri e tria, è il primo piatto più antico e simbolo della cucina salentina. Riconosciuta dal Ministero delle politiche agricole alimentari e forestali come prodotto agroalimentare tradizionale pugliese è riportata nell'elenco della ventesima revisione del 2020. Nella ricetta tradizionale una parte della pasta viene fritta per poi essere aggiunta al piatto assieme alla rimanente e ai ceci. È parte integrante delle Tavole di San Giuseppe.